# Vitomarci
Vitomarci este o localitate din comuna Sveti Andraž v Slovenskih goricah, Slovenia, cu o populație de 341 de locuitori.